# سیلویو آپیانی
سیلویو آپیانی (انگلیسی: Silvio Appiani; ۴ مهٔ ۱۸۹۴ – ۲۰ اکتبر ۱۹۱۵) بازیکن فوتبال اهل پادشاهی ایتالیا بود.
از باشگاه‌هایی که در آن بازی کرده‌است می‌توان به باشگاه فوتبال پادوا اشاره کرد.